# Інше про роботів
«Інше про роботів» (англ. The Rest of the Robots) — збірка наукової фантастики про роботів з 8-ми оповідань та двох романів американського письменника Айзека Азімова, видана в 1964 році.
Попередня збірка «Я, робот», була перевидана за рік до цього, і Азімов вибрав назву «Інше про роботів», щоб видати все те, що не ввійшло в першу збірку.
Твори в збірці розбиті на 4 глави по темах.

## Зміст
Прихід роботів:
- «Загублений робот AL-76» (1941)
- «Ненавмисна перемога» (1942)

Закони робототехніки:
- «Перший закон» (1956)
- «Давайте зберемось разом» (1957)

Сьюзен Келвін:
- «Задоволення гарантоване» (1951)
- «Ризик» (1955)
- «Ленні» (1958)
- «Раб коректури» (1957)

Ілля Бейлі:
- «Сталеві печери» (1953)
- «Оголене сонце» (1956)